# Vicki Sue Robinson
Vicki Sue Robinson (* 31. Mai 1954 im Stadtteil Harlem, New York, New York; † 27. April 2000 in Wilton, Connecticut) war eine US-amerikanische Disco-Sängerin, der 1976 auf dem Höhepunkt des Genres ein internationaler Hit mit Turn the Beat Around gelang.

## Karriere
Vicki Sue Robinson wurde als Tochter des afro-amerikanischen Shakespeare-Darstellers Bill Robinson und der weißen Folk-Sängerin Jolly Robinson geboren. Durch ihre Mutter Jolly, die unter anderem mit Pete Seeger auftrat, kam sie bereits als kleines Mädchen mit Folk- und Jazz-Musik in Berührung. In jungen Jahren zog die Familie nach Philadelphia, nur wenige Jahre später kehrten sie zurück nach New York. Robinson war noch ein Teenager, als sie ihre erste Musical-Rolle in Hair erhielt. Zeitweise stand sie mit den später ebenfalls im Disco-Genre erfolgreichen Künstlern Melba Moore und Paul Jabara auf der Bühne. Anfang 1971 war sie neben Peter Allen, Barry Bostwick und Nell Carter in dem kurzlebigen Stück Soon am Broadway zu sehen. 1973 folgte mit Jesus Christ Superstar ein weiteres Broadway-Engagement. Hinzu kamen zwei kleinere Filmrollen in Going Home (1971) und To Find a Man (1972).
Robinsons erste Aufnahme auf Platte erschien 1972, als sie für das Album Something / Anything? von Todd Rundgren als Backgroundsängerin ausgewählt wurde. Ihre eigene Plattenkarriere startete sie mit einem Plattenvertrag bei RCA Victor im Jahre 1975. Im Jahr darauf gelang ihr mit dem Song Turn the Beat Around auf Anhieb ein internationaler Hit, Platz 10 in den USA und Platz 1 in den dortigen Disco-Charts. Auch in den Niederlanden (Platz 11) war die Single erfolgreich.
Für ihre Gesangsleistung wurde sie im Anschluss neben Natalie Cole, Emmylou Harris, Joni Mitchell und Linda Ronstadt als „Beste Pop-Sängerin des Jahres“ für den Grammy nominiert. Insgesamt erschienen vier Alben für RCA, doch keine der ausgekoppelten Singles konnte den großen ersten Hit wiederholen. Dennoch blieb Robinson im Disco-Genre erfolgreich. Sie veröffentlichte bis zu ihrem Tode etliche Singles. 1999 schrieb und sang sie für Pokémon – 2 B a Master, dem US-Soundtrack zur Animeserie Pokémon, den Titel Pokémon (Dance Mix).
Am 27. April 2000 erlag Robinson im Alter von 45 Jahren einem Krebsleiden.

## Privat
Robinson war von 1990 bis zu ihrem Tode mit ihrem Manager Bill Good verheiratet.

## Diskografie

### Studioalben
| Jahr | Titel                  | Höchstplatzierung, Gesamtwochen, AuszeichnungChartplatzierungen (Jahr, Titel, Platzierungen, Wochen, Auszeichnungen, Anmerkungen) | Höchstplatzierung, Gesamtwochen, AuszeichnungChartplatzierungen (Jahr, Titel, Platzierungen, Wochen, Auszeichnungen, Anmerkungen) | Anmerkungen                         |
| Jahr | Titel                  | UK | US | Anmerkungen                         |
| ---- | ---------------------- | --- | --- | ----------------------------------- |
| 1976 | Never Gonna Let You Go | — | US49 (39 Wo.)US | Erstveröffentlichung: Juni 1976     |
| 1976 | Vicki Sue Robinson     | — | US45 (16 Wo.)US | Erstveröffentlichung: November 1976 |
| 1978 | Half & Half            | — | US110 (9 Wo.)US | Erstveröffentlichung: März 1978     |

Weitere Alben
- 1979: Movin’ On

### Singles
| Jahr | Titel Album                                 | Höchstplatzierung, Gesamtwochen, AuszeichnungChartplatzierungen (Jahr, Titel, Album, Platzierungen, Wochen, Auszeichnungen, Anmerkungen) | Höchstplatzierung, Gesamtwochen, AuszeichnungChartplatzierungen (Jahr, Titel, Album, Platzierungen, Wochen, Auszeichnungen, Anmerkungen) | Anmerkungen                          |
| Jahr | Titel Album                                 | UK | US | Anmerkungen                          |
| ---- | ------------------------------------------- | --- | --- | ------------------------------------ |
| 1976 | Turn the Beat Around Never Gonna Let You Go | — | US10 Gold · (25 Wo.)US | Erstveröffentlichung: April 1976     |
| 1976 | Daylight Vicki Sue Robinson                 | — | US63 (7 Wo.)US | Erstveröffentlichung: September 1976 |
| 1977 | Hold Tight Half & Half                      | — | US67 (9 Wo.)US | Erstveröffentlichung: Juli 1977      |
| 1997 | House Of Joy                                | UK48 (2 Wo.)UK | — | Erstveröffentlichung: September 1997 |

Weitere Singles
- 1978: Trust In Me
- 1979: Nighttime Fantasy